# Kestenholz
 Kestenholz  ist eine politische Gemeinde im Bezirk Gäu des Kantons Solothurn in der Schweiz.

## Geographie

Luftbild (1950)

Kestenholz liegt am südlichen Rand des Bezirks Gäu, wo es an den Kanton Bern grenzt. Seine Nachbargemeinden sind von Westen im Uhrzeigersinn Oensingen, Oberbuchsiten, Niederbuchsiten und Wolfwil im Kanton Solothurn, sowie Schwarzhäusern und Niederbipp im Kanton Bern. Die nördliche Grenze entläuft entlang der Autobahn A1. Der südliche Drittel wird vom Längwald eingenommen.

## Bevölkerung
| Bevölkerungsentwicklung | Bevölkerungsentwicklung |
| Jahr                    | Einwohner               |
| ----------------------- | ----------------------- |
| 1837                    | 533                     |
| 1850                    | 587                     |
| 1900                    | 576                     |
| 1950                    | 1058                    |
| 2007                    | 1666                    |
| 2018                    | 1798                    |
| 2023                    | 1887                    |

## Politik
Der Gemeinderat für die Amtsperiode 2013–2017 besteht aus neun Ratsmitgliedern folgender Parteien:
- CVP: 5 Sitze
- FDP: 2 Sitze
- Freie Liste: 1 Sitz
- SP/Unabhängige: 1 Sitz

## Wappen
Blasonierung
In weiß auf rotem Wellenbalken Kastanienbaum mit grünen Blättern, fünf braunen Früchten und braunem Stamm

## Persönlichkeiten
- Joseph Joachim (1834–1904), Schriftsteller
- Rainer Bieli (* 1979), Fussballer
- Josef Winiger (1943–2025), Übersetzer und Autor
- Steff Bürgi und Chris Bürgi, Gründungsmitglieder der Band Irrwisch
- Cäsar Spiegel (1918–1998), Kunstmaler, Plastiker und Zeichner